# بازی تمام شد (فیلم ۱۳۶۸)
بازی تمام شد فیلمی به کارگردانی مهدی صباغ‌زاده و نویسندگی همایون اسعدیان و مسعود میمی محصول سال ۱۳۶۸ است.

## داستان
دو جوان که با یک باند خرید و فروش ارز کار می‌کنند، یک ساک حاوی ۴۵ هزار پوند را به‌دست می‌آورند و وسوسه می‌شوند پول را برای خود بردارند. ولی زمانی‌که اعضای باند آنها را دنبال می‌کنند، ماجرا به‌گونه‌ای دیگر پیش می‌رود.

## بازیگران
- حبیب اسماعیلی
- حسن رضایی
- سایه میثمی
- جمشید لایق
- محسن اصلانی
- میرمحمد تجدد
- نعمت اله گرجی
- محمود بهرامی
- اکبر دودکار
- منوچهر افسری
- عباس امیرحسینی
- رضا بنفشه خواه
- مجید علی زاده
- غلامرضا اصانلو
- علی حق فروش
- منصور مجلسی
- حسین ظفرمند
- رحیم خارابی
- مرتضی تقی زاده
- عباس اجتنابی
- محمود کتابی
- محمد صالح زاده
- کریم ورمزیان
- محمد دلجو
- محمد سعیدی
- وحید شیرین آذین
- عذرا مرادیان